# Sorbus yondeensis
 је врста из породице ружа коју је описао K.D. Rushforth. Sorbus yondeensis припада роду Јаребике. Нема подврста наведених у "Каталогу природе", Catalogue of Life (CoL).

## Распрострањеност
Ова врста јаребике налази се у Кини у покрајини Јунан.